# Amica
Amica SA – największy polski producent przemysłu elektromaszynowego, głównie sprzętu AGD, założony w 1945 roku we Wronkach. Od 1997 spółka jest notowana na Giełdzie Papierów Wartościowych w Warszawie.

## Historia
Amica powstała w 1945 roku i poprzednio działała pod firmami: „Zakłady Sprzętu Grzejnego Predom-Wromet”, „Fabryka Kuchni Wromet we Wronkach”, „Fabryka Kuchni Wronki”, „Fabryka Kuchni Wromet”, „Fabryka Kuchni Wronki Sp. z o.o.”.
Spółka Amica posiada polskie oraz międzynarodowe certyfikaty jakości m.in. ISO 9001 i ISO 14001.
Marka wiele lat z rzędu otrzymywała wyróżnienie The Most Trusted Brand – Marki Godnej Najwyższego Zaufania, by w 2013 roku otrzymać tytuł Superbrand Created in Poland. Potwierdzeniem dobrego zarządzania przedsiębiorstwem są także wyróżnienia i nagrody przyznane przez specjalistów, m.in. Godło Teraz Polska, Polska Nagroda Jakości i Złoty Grosz. Za najbardziej prestiżową z uzyskanych nagród należy uznać Nagrodę Gospodarczą Prezydenta Rzeczypospolitej Polskiej dla najlepszego polskiego przedsiębiorstwa.
W 2010 roku piekarnik Integra Smart otrzymał wyróżnienie Red Dot Design Award: Honourable Mention. Ten sam produkt został uznany za Produkt Roku 2010 przez brytyjski magazyn Get Connected. Z kolei nowa linia Amica IN. w 2015 roku została doceniona dwukrotnie: Red Dot Award oraz iF Design Award. W 2012 roku Amica otrzymała wyróżnienie za piekarnik Zen – Red Dot Design Award: Best of the Best.
Grupa Amica generuje ponad 70% przychodów dzięki sprzedaży na ponad 50 rynkach zagranicznych. Największą popularnością cieszy się w Niemczech, Wielkiej Brytanii i Skandynawii. W portfolio marek Grupy Amica znajdują się również zagraniczne marki: Gram, Hansa i CDA. Gram to duńska marka istniejąca od 1901 roku, przejęta przez Amicę w 2001 roku i znana w Skandynawii. Hansa to marka występująca na rynkach Europy Wschodniej. CDA to brytyjska marka przejęta w 2015 roku i rozpoznawalna w takich kanałach dystrybucyjnych jak studia mebli kuchennych. W 2017 roku Amica dokupiła 60,71% akcji spółki Sideme SA Societe Industrielle d’Equipement Moderne, jednego z dystrybutorów AGD we Francji. Po zakupie 39,29% akcji w sierpniu 2015 roku Amica posiada już 100% Sideme. Całkowita cena zakupu wszystkich akcji francuskiej spółki wyniosła 5,4 mln EUR, co zostało sfinansowane ze środków własnych.
Jesienią 2017 roku Amica otworzyła najwyższy w Polsce magazyn wysokiego składowania. Budynek ma wysokość 46 m oraz powierzchnię 6,5 tys. m².
Spółka była sponsorem I-ligowego klubu piłkarskiego Amica Wronki, a w 2006 roku na mocy fuzji klubów Amica i Lech Poznań stała się właścicielem Lecha. W 2008 Lecha Poznań przejęła spółka Invesco, w której 100% udziałów posiada Jacek Rutkowski.

## Grupa Amica
- Amica Spółka Akcyjna z siedzibą we Wronkach o kapitale akcyjnym w wysokości 15 550 546,00 PLN
- Amica Handel i Marketing Sp. z o.o. z siedzibą w Poznaniu o kapitale zakładowym w wysokości 241 536 000,00 PLN, KRS 0000373563
- Inteco Business Solutions Sp. z o.o. z siedzibą w Poznaniu o kapitale zakładowym w wysokości 10 000,00 PLN, KRS 0000325012

## Kalendarium
- 1945 – powstanie przedsiębiorstwa
- 1957 – z taśmy montażowej zjeżdża pierwszy prototyp kuchni węglowo-gazowych, których nikt dotąd w Polsce nie tworzył. Na wniosek Zarządu, Urząd Patentowy wydaje świadectwo ochronne na znak towarowy produkowanych wyrobów. Ma on postać trójkąta z napisem „Wromet” i rysunkiem wrony, nawiązującej do herbu miasta Wronki
- 1960 – produkcja kuchni gazowych
- 1980 – początek eksportu na rynki zachodnie
- 1994 – prywatyzacja, uzyskanie certyfikatu ISO
- 1996 – powstanie fabryki lodówek
- 1997 - debiut Amiki Wronki na Giełdzie Papierów Wartościowych w Warszawie
- 1997 - uzyskanie certyfikatu ISO 14001
- 1998 - Nagroda Gospodarcza Prezydenta Rzeczypospolitej
- 1998 - wprowadzenie marki Hansa na rynek rosyjski
- 2000 – powstanie Fabryki Pralek
- 2001 – przejęcie duńskiej marki Gram
- 2004 – powstanie Amica Commerce s.r.o.
- 2006 – powstanie Hansa OOO
- 2007 – powstanie Amica Far East Ltd.
- 2010 – sprzedaż fabryki lodówek i fabryki pralek
- 2012 - powstanie Hansa Ukraine OOO
- 2012 - wyprodukowanie i sprzedaż 1 miliona kuchni w ciągu jednego roku
- 2014 – Przyjęcie strategii Hit 2023
- 2015 - przejęcie brytyjskiej spółki z branży AGD, CDA[3][9]
- 2015 - wykup dużego pakietu akcji francuskiej spółki z branży AGD, Sideme SA[10]
- 2017 - Otworzenie największego w Polsce magazynu wysokiego składowania
- 2017 - Przejęcie pełnej kontroli nad francuską spółką handlową Sideme